# Saison 2017 de l'équipe cycliste UnitedHealthcare
La saison 2017 de l'équipe cycliste UnitedHealthcare est la seizième de cette équipe.

## Préparation de la saison 2017

### Arrivées et départs
| Arrivées              | Équipe 2016                           |
| --------------------- | ------------------------------------- |
| Janier Acevedo        | Jamis                                 |
| Alexander Cataford    | Silber                                |
| Lucas Sebastián Haedo | Jamis                                 |
| Gregory Henderson     | Lotto-Soudal                          |
| Gavin Mannion         | Drapac                                |
| Travis McCabe         | Holowesko-Citadel-Hincapie Sportswear |
| Lachlan Norris        | Drapac                                |

| Départs         | Équipe 2017                           |
| --------------- | ------------------------------------- |
| Janez Brajkovič | Bahrain-Merida                        |
| Matthew Busche  | retraite                              |
| Marco Canola    | Nippo-Vini Fantini                    |
| Tyler Magner    | Holowesko-Citadel-Hincapie Sportswear |
| Karl Menzies    | Cylance                               |
| John Murphy     | Holowesko-Citadel-Hincapie Sportswear |
| Bradley White   | retraite                              |

## Coureurs et encadrement technique

### Effectif
| Cycliste              | Date de naissance  | Nationalité      | Équipe 2016                           |  |
| --------------------- | ------------------ | ---------------- | ------------------------------------- |  |
| Janier Acevedo        | 6 décembre 1985    | Colombie         | Jamis                                 |  |
| Carlos Alzate         | 23 mars 1983       | Colombie         | UnitedHealthcare                      |  |
| Alexander Cataford    | 1er septembre 1993 | Canada           | Silber                                |  |
| Jonathan Clarke       | 18 décembre 1984   | Australie        | UnitedHealthcare                      |  |
| Daniel Eaton          | 4 juillet 1993     | États-Unis       | UnitedHealthcare                      |  |
| Lucas Sebastián Haedo | 18 avril 1983      | Argentine        | Jamis                                 |  |
| Adrian Hegyvary       | 5 janvier 1984     | États-Unis       | UnitedHealthcare                      |  |
| Gregory Henderson     | 10 septembre 1976  | Nouvelle-Zélande | Lotto-Soudal                          |  |
| Daniel Jaramillo      | 15 janvier 1991    | Colombie         | UnitedHealthcare                      |  |
| Christopher Jones     | 6 août 1979        | États-Unis       | Unitedhealthcare                      |  |
| Luke Keough           | 10 août 1991       | États-Unis       | UnitedHealthcare                      |  |
| Gavin Mannion         | 24 août 1991       | États-Unis       | Drapac                                |  |
| Travis McCabe         | 12 mai 1989        | États-Unis       | Holowesko-Citadel-Hincapie Sportswear |  |
| Lachlan Norris        | 21 janvier 1987    | Australie        | Drapac                                |  |
| Tanner Putt           | 21 avril 1992      | États-Unis       | UnitedHealthcare                      |  |
| Daniel Summerhill     | 13 février 1989    | États-Unis       | UnitedHealthcare                      |  |

## Bilan de la saison

### Victoires
| Date       | Course                                | Pays       | Classe | Vainqueur             |
| ---------- | ------------------------------------- | ---------- | ------ | --------------------- |
| 04/02/2017 | 3e étape du Herald Sun Tour           | Australie  | 2.1    | Travis McCabe         |
| 23/02/2017 | 2e étape du Tour de Langkawi          | Malaisie   | 2.HC   | Travis McCabe         |
| 01/03/2017 | 8e étape du Tour de Langkawi          | Malaisie   | 2.HC   | Travis McCabe         |
| 28/03/2017 | 3e étape du Tour de Taïwan            | Taïwan     | 2.1    | Daniel Summerhill     |
| 31/03/2017 | 2e étape de la Joe Martin Stage Race  | États-Unis | 2.2    | Lucas Sebastian Haedo |
| 08/04/2017 | 2e étape du Tour du Maroc             | Maroc      | 2.2    | Luke Keough           |
| 09/04/2017 | 2e étape du Tour du Maroc             | Maroc      | 2.2    | Luke Keough           |
| 15/04/2017 | 2e étape du Tour du Maroc             | Maroc      | 2.2    | Luke Keough           |
| 21/05/2017 | Prologue du Tour du Japon             | Japon      | 2.1    | Daniel Summerhill     |
| 01/07/2017 | 4e étape du Tour de Hongrie           | Hongrie    | 2.2    | Daniel Jaramillo      |
| 02/07/2017 | Classement général du Tour de Hongrie | Hongrie    | 2.2    | Daniel Jaramillo      |
| 04/08/2017 | 5e étape du Tour de l'Utah            | États-Unis | 2.HC   | Travis McCabe         |

### Résultats sur les courses majeures
Les tableaux suivants représentent les résultats de l'équipe dans les principales courses du calendrier international dans lesquelles l'équipe bénéficie d'une invitation (les cinq classiques majeures et les trois grands tours). Pour chaque épreuve est indiqué le meilleur coureur de l'équipe, son classement ainsi que les accessits glanés par UnitedHealthcare sur les courses de trois semaines.

#### Classiques
| Classique            | Milan-San Remo | Tour des Flandres | Paris-Roubaix | Liège-Bastogne-Liège | Tour de Lombardie |
| -------------------- | -------------- | ----------------- | ------------- | -------------------- | ----------------- |
| Coureur (classement) | non invitée    | non invitée       | non invitée   | non invitée          | non invitée       |

#### Grands tours
| Grand tour           | Tour d'Italie | Tour de France | Tour d'Espagne |
| -------------------- | ------------- | -------------- | -------------- |
| Coureur (classement) | non invitée   | non invitée    | non invitée    |
| Accessits            |               |                |                |